# Campylomormyrus christyi
Campylomormyrus christyi е вид лъчеперка от семейство Mormyridae. Видът не е застрашен от изчезване.

## Разпространение
Разпространен е в Демократична република Конго.

## Описание
На дължина достигат до 37,5 cm.